# Quarto Distrito Militar

Mapa dos cinco distritos militares da Reconstrução
Primeiro Distrito Militar
Segundo Distrito Militar
Terceiro Distrito Militar
Quarto Distrito Militar
Quinto Distrito Militar

O Quarto Distrito Militar (em inglês:  Fourth Military District) do Exército dos EUA foi uma das cinco unidades administrativas temporárias do Departamento de Guerra dos EUA que existiam no Sul dos Estados Unidos. O distrito foi estipulado pelos Atos de Reconstrução durante o período de Reconstrução após a Guerra Civil Americana. Incluía as tropas de ocupação nos estados de Arkansas e Mississippi. Em vários momentos, o distrito foi comandado pelos generais Edward Ord, Alvan Cullem Gillem e Adelbert Ames.
Após a conclusão da Guerra Civil, o governo federal sob o presidente dos Estados Unidos Andrew Johnson procurou restaurar a ordem dentro dos estados que compunham os derrotados Estados Confederados da América. Johnson, um leal do Tennessee, defendeu uma estratégia leniente para remover todas as restrições comerciais e sociais entre os estados, com a intenção de que o Sul retornasse à sua antiga posição na União. Ele acreditava que os antigos confederados deveriam receber anistia por suas ações durante a guerra e recuperar todos os direitos de cidadania. No entanto, os Republicanos Radicais no Congresso discordaram veementemente e aprovaram os Atos de Reconstrução de 1867, que dividiram a antiga Confederação em distritos militares, nos quais um comandante militar controlava todas as atividades sociais, econômicas e políticas na região. O Quarto Distrito Militar compreendia os estados do Mississippi e Arkansas, com sede em Vicksburg.
Edward Ord serviu como o primeiro comandante do distrito, com Alvan C. Gillem, como Johnson, um leal do Tennessee, encarregado do subdistrito do Mississippi. Gillem foi posteriormente nomeado comandante do distrito. Ele favoreceu a política de leniência para com os antigos confederados, invocando o descontentamento dos radicais no Congresso. Quando Ulysses S. Grant se tornou presidente, ele removeu Gillem do comando e o transferiu para o Texas, substituindo-o novamente por Ord, um amigo pessoal que serviu sob Grant durante a Guerra Civil. Quando Ord foi posteriormente designado para o comando do Distrito da Califórnia, outro antigo general da Guerra Civil, Adelbert Ames, assumiu o comando em 1868 e também foi nomeado governador do Mississippi, substituindo o antigo general confederado Benjamin G. Humphreys.
Quando o Mississippi foi readmitido na União em 1870, o Quarto Distrito Militar foi abolido e o controle do estado foi revertido para o governo estadual recém-eleito.